# リトラセン
リトラセン(Litracen)は、三環系抗うつ薬であるが、未だ市販されたことはない。